# Abaújszakaly
Abaújszakaly (szlovákul Sokoľany, korábban Sakály) község Szlovákiában, a Kassai kerület Kassa-környéki járásában. Neve néhol Abaújszakály formában szerepel, hivatalos magyar elnevezése azonban az ékezet nélküli névváltozat volt 1905-től kezdve.

## Fekvése
Kassától 14 km-re, délre fekszik.

## Története
A régészeti leletek tanúsága szerint a község területe már a 7–8. században lakott volt.
A mai falu a 11–12. században keletkezett. 1268-ban „Zakál” néven említik először, ekkor már állt temploma is.
A 18. század végén Vályi András így ír róla: „SZAKÁL. Tót falu Abaúj Várm. földes Urai Ötvös, és több Uraságok, lakosai katolikusok, fekszik Enitzkének szomszédságában, mellynek filiája; határja középszerű, legelője szűk, fája nints elég.”
Fényes Elek 1851-ben kiadott geográfiai szótárában így ír a faluról: „Szakál (Nagy), tót-magyar falu, Abauj vmegyében, Enyiczkéhez 3/4 órányira, egy termékeny sikságon, 455 r., 150 g. kath., 22 ref., 19 zsidó lak. Két kastély. F. u. Roll, Kazinczy, b. Szepessy. Ut. p. Kassa.”
Borovszky Samu monográfiasorozatának Abaúj-Torna vármegyét tárgyaló része szerint: „Szakály, 68 házzal és 483 tót lakossal. Postája és távirója: Enyiczke. E község hajdan számos régi nemes családnak volt lakóhelye. Emlitésre méltó róm. kath. templomának fenmaradt csúcsives szentélye.”
1920 előtt Abaúj-Torna vármegye Kassai járásához tartozott, majd az új Csehszlovák államhoz csatolták. 1938 és 1945 között ismét Magyarország része.
1960-ban összevonták a szomszédos Bocsárddal, de 1990-től ismét önálló község.

## Népessége
| Év:            | 1994. | 2004.    | 2014.    | 2024.   |
| -------------- | ----- | -------- | -------- | ------- |
| Emberek száma: | 1009  | 1118     | 1309     | 1358    |
| Eltérés:       |       | +10,80 % | +17,08 % | +3,74 % |

| Év:            | 2023. | 2024.   |
| -------------- | ----- | ------- |
| Emberek száma: | 1357  | 1358    |
| Eltérés:       |       | +0,07 % |

1910-ben 555-en lakták, közülük 313 szlovák, 175 magyar anyanyelvű.
2001-ben 1080 lakosából 918 szlovák és 138 cigány volt.
2011-ben 1267 lakosából 1050 szlovák és 169 cigány volt.

## Neves személyek
- A falu szülötte idősebb Csécsi János (Tsétsi) (Szakaly, 1650. június 14 - Sárospatak, 1708. május 14.) író, tanár.